# Pica-bois-de-bico-amarelo
O pica-bois-de-bico-amarelo (nome científico: Buphagus africanus) é uma ave passeriforme da família Buphagidae. Anteriormente, foi colocado na família dos estorninhos e myna, Sturnidae.
É nativo da savana da África Subsaariana, do leste do Senegal ao Sudão. É menos comum no extremo leste de sua distribuição, onde se sobrepõe ao pica-boi de bico vermelho, apesar de sempre dominar essa espécie na alimentação.

## Taxonomia
Em 1760, o zoólogo francês Mathurin Jacques Brisson incluiu uma descrição do pica-boi de bico amarelo em seu Ornithologie com base em um espécime coletado no Senegal. Ele usou o nome francês Le pique-boeuf e o latim Buphagus. Embora Brisson tenha cunhado nomes latinos, estes não estão em conformidade com o sistema binomial e não são reconhecidos pela Comissão Internacional de Nomenclatura Zoológica. Quando em 1766 o naturalista sueco Carl Linnaeus atualizou seu Systema Naturae para a décima segunda edição, ele adicionou 240 espécies que haviam sido descritas anteriormente por Brisson. Um deles era o pica-boi de bico amarelo. Linnaeus incluiu uma breve descrição, cunhou o nome binomial Buphaga africana e citou o trabalho de Brisson. Esta espécie é colocada no gênero Buphagus que foi introduzido por Brisson.
Duas subespécies são reconhecidas:
- BA. subsp. africanus Linnaeus, 1766 – Mauritânia e Senegal ao noroeste da Etiópia sul ao nordeste da África do Sul
- BA. subsp. Langi Chapin, 1921 – Gabão, Congo, República Democrática do Congo e oeste de Angola

## Comportamento
O pica-boi-de-bico-amarelo nidifica em buracos de árvores forrados com pelos arrancados do gado. Põe 2–3 ovos. Fora da época de reprodução é bastante gregário, formando bandos grandes e tagarelas. Aves não reprodutoras se empoleirarão em seus animais hospedeiros à noite.
O pica-boi-de-bico-amarelo come insetos e carrapatos. Tanto o nome português quanto o nome científico surgem do hábito dessa espécie de pousar em grandes mamíferos selvagens e domesticados, como gado, e comer parasitas artrópodes. Ele também se empoleirará em antílopes, como gnus. Em um dia, um adulto ingere mais de 100 carrapatos Boophilus decoloratus fêmeas ingurgitadas ou 13.000 larvas.
No entanto, seu alimento preferido é o sangue e, embora possam comer carrapatos inchados de sangue, também se alimentam dele diretamente, bicando as feridas do mamífero até que o sangue escorra. Qualquer que seja o resultado líquido, os mamíferos geralmente toleram os pica-bois.
O pica-boi-de-bico-amarelo tem 20 centimetres (7,9 in) de comprimento e tem partes superiores e cabeça marrons lisas, partes inferiores amarelas e garupa clara. Os pés são fortes. Os bicos dos adultos são amarelos na base e vermelhos na ponta, enquanto os juvenis têm bicos marrons. Seu vôo é forte e direto. A chamada é um krisss sibilante e crepitante, krisss.